# Perizoma completa
Perizoma completa là một loài bướm đêm trong họ Geometridae.